# Riu Shigar
El riu Shigar (en urdú: دریائے شگر) discorre per la regió muntanyosa de Gilgit-Baltistan, al nord del Pakistan. Fa 62 km de llargada i es forma a partir de la confluència del Basha Basna (dreta) i el Braldu (esquerra). El Basha neix a la glacera Chogolungma, al nord-oest, i el Braldu a la glacera Baltoro i la glacera Biafo. Flueix per la vall de Shigar i és un afluent del gran riu Indus, al qual s'uneix a Skardu.